# 艾美·亞當斯
艾美·卢·亞當斯（英語：Amy Lou Adams，1974年8月20日—）是一位備受贊譽的美國女演員，因其出色的表演和眾多的獎項提名而著名。她一共入圍6次奧斯卡金像獎、10次金球獎、10次美国演員工會獎，13次評論家選擇獎和7次英國電影學院獎。6次奧斯卡提名中有1個是被提名最佳女主角，5個被提名奧斯卡金像獎最佳女配角。艾米·亞當斯分別在2005年《妙媳婦見公婆（Junebug）及在2007年《曼哈頓奇緣》（Enchanted）而廣受認可，這些作品使她獲得了評論界的贊譽和獎項提名。在2016年，艾米參與的《異星入境》（Arrival）更得到金球奖剧情类电影最佳女主角、美國演員工會獎最佳女主角、英國電影學院獎最佳女主角等提名，她在《異星入境》（Arrival）和同年的《迷離字戀》（NocturnalAnimals）所扮演的角色深受大眾的肯定和支持。

## 童年生活
艾美·亞當斯於意大利的維琴察出生，是父親理查德（Richard Adams）與母親凯瑟琳（Kathryn Adams）的第四個孩子，另外還有四个兄弟和两个姊妹。艾美的父母在她八岁的时候搬到了科罗拉多州石堡（Castle Rock），父亲在当地的餐馆做职业歌手，母亲是半职业的健美選手。艾美是作为耶穌基督後期聖徒教會信徒抚养长大的，虽然她的父母在艾美11歲的时候離婚并不再去教堂活动。对于宗教对她成长的影响，艾美说：“宗教教導给我的某些价值观念我至今仍然相信。”
在高中的时候艾美是学校合唱团的一员，当地的舞蹈公司也将其作为未来的芭蕾舞演员培养。为了舞蹈她放弃了专业体育训练，但她的父母一直不希望她这样做，因为这意味着她失去了将来获得大学体育奖学金的可能。后来回忆到这段经历，艾美说：“我是那种不喜欢上学的人，虽然我后悔没有接受进一步的学校教育。”在发现缺乏足够成为职业芭蕾舞演员的天赋之后，艾美开始尝试音乐剧，因为“更适合我的个性”。在18岁的时候，艾美开始在Gap专卖店工作以维持生计，并同时在社区剧场演出。她的第一份全职工作是HOOTERS的服务员，但只做了三个星期，當艾美买了她的第一辆车后，便从那里辞职了。

## 早期演艺生涯
作为芭蕾舞演员，艾美开始在博尔德市的晚餐剧场表演。1995年，她搬到明尼苏达州的昌哈森（Chanhassen），并在当地的晚餐剧场开始了三年的工作。在她因为肌肉拉伤而休养的时候，艾美参加了在明尼苏达拍摄的喜剧电影《美麗比一比》（Drop Dead Gorgeous）的试镜并获得了她的第一个电影角色。在同片演出的克里斯蒂·艾蕾（Kristie Alley）之劝说下，艾美在1999年1月搬到了洛杉矶。艾美把刚到洛杉矶的时光形容为她“黑暗的一年”，当时她非常消沉，很怀念在昌哈森的日子，因为那里的生活更“安全并且有规律”，而且共事的人们就像一个大家庭一样。在搬到洛杉矶之后不久，艾美就参演了一部福克斯的电视剧，但是因为剧集本身没能达到公司的期望， 剧本也被多次修改，这部电视剧最终被取消了。
在从2000年到2002年的这段时间里，艾美参与了多部电视剧以及低成本电影的拍摄。她也在斯皮尔伯格的电影《神鬼交鋒》裡扮演一個名為布兰达·斯特兰（Brenda Strong）的护士，在片中与莱昂纳多·迪卡普里奥扮演的男主角相爱。斯皮尔伯格说：“这会让你的演艺生涯迈上一个新台阶的。”但是在随后的一年里，艾美处于失业状态。不过，艾美说：“从那次的经历，我明白了我有能力与那个级别的人共事，斯皮尔伯格的话给了我很多自信。” 2004年，她参演了The Last Run，并为電視动画《一家之主》（King of the Hill）配音。她也在电视剧《维加斯博士》（Dr. Vegas）中扮演爱丽丝·多赫蒂（Alice Doherty），但是后来因为合約的纠纷被解雇。

## 演艺生涯突破
在离开《维加斯博士》剧组之前，艾美接到了低成本独立电影《妙媳婦見公婆》的剧本，并参加了角色艾诗丽·约翰斯顿的试镜，这个角色是一位年轻，乐观，健谈的孕妇。导演菲尔·莫里森（Phil Morrison）在谈到为什么选择艾美的时候说：“很多女演员在表现艾诗丽的时候，都以为这个角色在试图掩盖悲伤。对于我来说，艾美在处理这个角色的时候，没有从这种角度理解是我选择她的关键。”电影在温斯顿-萨勒姆拍摄，用了21天。艾美也在那个时候到了30岁，并开始担心自己的电影事业：「我觉得我也许应该搬到纽约去，做些其他的事情。并不是我放弃了或做了什么出人意料的选择，我只是不太适合那种日子了。」对于这段拍摄经历，艾美说：“那个夏天过去的时候我没有工作，但是我很开心很骄傲。”《妙媳婦見公婆》在2005年的圣丹斯电影节首演，艾美亦获得了委员会特别奖。
在艾美参演的《婚禮約會》（The Wedding Date）进入院线之后，《妙媳婦見公婆》也开始公开发行，艾美的表演获得了评论界的好评，《纽约时报》的Carina Chocano写道：「亚当斯的角色很容易就被以类似讽刺画的风格处理，但是她的表演却是复杂细腻的。」《綜藝》（Variety）的Joe Leydon评论道：「部分原因是她的角色本身的大气性格，但是主要的原因是亚当斯的个人魅力。她感人地刻画了角色的乐观性格，对于他人缺点的洞察力，以及对其温馨的鼓励而并非谴责。」凭借这部电影，艾美在一系列電影獎項上均获提名最佳女配角奖，包括美国演员工会奖、奥斯卡奖、國家影評人協會獎及独立电影精神奖，更在後兩者中奪得該獎。獲奧斯卡提名後，美国电影艺术与科学学会亦因而邀请艾美成为会员。
虽然《妙媳婦見公婆》的观众有限，但评论界对于艾美的表演的高度评价对她的表演事业也起了很大帮助。其後，艾美分別在《明天也要作伴》（Standing Still）及《王牌飆風》（Talladega Nights: The Ballad of Ricky Bobby）扮演了戲份相當重的角色，更友情演出了电视剧《辦公室風雲》中凯蒂（Katy）的角色。
为迪士尼电影《超狗任务》（Underdog）配音后，艾美参与了2007年的动画/真人大作《曼哈頓奇緣》的试镜，在300名女演员中脱颖而出，被選中出演該片的女主角。在电影裡，艾美扮演一名迪士尼2D动画世界中的公主，卻被传送到现实生活中的纽约市。导演凯文·利马选择她的原因是她“对角色的认同，不通过夸张或脸谱化的表演就投入角色的能力”。《曼哈頓奇緣》在票房上获得了巨大的成功，全球票房总计3亿4千万美元。艾美的表演再次获得了评论界的好评，《綜藝》的托德·麦卡锡（Todd McCarthy）把《曼哈頓奇緣》形容为一架将艾美制造成明星的机器。《芝加哥太阳报》的罗杰·艾伯特评价艾美是「令人耳目一新而动人」（fresh and winning）。
艾美获得了金球奖歌舞/喜剧类最佳女主角提名，廣播影評人協會獎最佳女主角提名，以及土星奖最佳女主角。电影中由艾美演唱的三首歌曲在第80届奥斯卡金像奖中被提名最佳原创歌曲奖，而艾美亦在奥斯卡颁奖晚会现场演唱了其中一首〈快樂工作曲〉（暫譯，原名Happy Working Song），而〈就是這般知道〉（暫譯，原名That's How You Know）就由克莉絲汀·錢諾維斯演唱。在一次采访中，艾美称这首歌与錢諾維斯是绝配，因为她為自己如何表演吉塞尔给了极大的灵感。
在《曼哈頓奇緣》后，艾美与汤姆·汉克斯，茱莉娅·罗伯茨以及菲臘·西摩·荷夫曼一起出演了《蓋世奇才》。在戲中，艾美的角色是主角的秘書Bonnie Bach。对于这段经历,艾美说：「非常有意思。看着菲臘·西摩·荷夫曼和汤姆·汉克斯精彩的表演，能学到很多东西，对我来说就好像上了一場課一样。」

### 成功

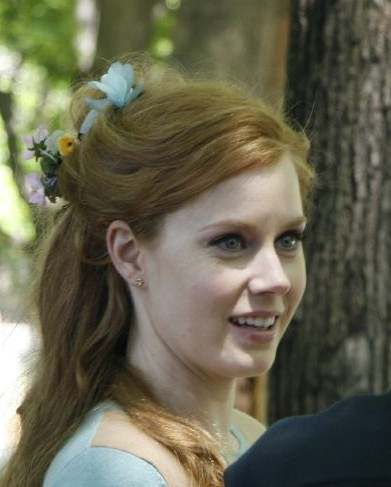
艾美拍攝電影《曼哈頓奇緣》(2007)

《曼哈頓奇緣》的成功讓艾美在07-08年度多了许多在媒体面前曝光的机会。除了成为《訪問》、《ELLE》以及好莱坞版的《名利场》（其提名艾美为「2008年的10张新面孔」）的封面人物之外，艾美也在2008年3月作《週末夜現場》第33季第7集的主持。她亦扮演了一些不同的角色，包括海迪·克林，还演唱了音乐剧《女巫前傳》（Wicked）中的歌曲"What is This Feeling?"。
其後，艾美的工作是《陽光練習曲》，这是一部2007年2月到3月间在新墨西哥州阿布奎基拍摄的独立电影。她扮演一个做清洁工作的单身母亲，为了把自己的儿子送到私立学校上学而轉職做為犯罪現場清潔的工作。电影在2008年的圣丹斯电影节首演，面世之前备受期待，但之后评论界却对其褒贬不一，并且也没有像预期那样很快找到发行商，不过在2009年3月在院线有限发行之后仍受到广泛好评。《三藩市紀事報》的麦克·拉塞勒（Mick LaSalle）给了这部电影正面的评价：「艾美·亚当斯充满情感的面容是欣赏这部电影的主要原因。」《纽约时报》的A. O. Scott写道：这部电影「有时候看上去比实际上要好些」，因为「 Christine Jeffs小姐（Rain, Sylvia）和演员的沟通很到位。艾美·亚当斯和艾蜜莉·布朗扮演了一对好姐妹，用活力和投入诠释了角色，即使角色本身的设计并不完全合理。」对于艾美的角色，《巴尔的摩太阳报》的Michael Sragow说：「亚当斯的表现是非凡的。」
她在2008年首部公映的电影是《巴姐搞轉娛樂圈》（Miss Pettigrew Lives for a Day），根据Winifred Watson1938年出版的同名小说改编，在其中她扮演德蕾西娅·拉佛赛（Delysia Lafosse），一位热情的美国女演员。她在伦敦的生活在遇到家庭教师拉佛赛小姐（由弗朗西斯·麦多曼扮演）之后改变。电影受到了普遍好评，但是亚当斯的角色与她之前在《六月虫》与《曼哈頓奇緣》中扮演的快乐天真的角色有雷同之嫌。《好莱坞报道》的柯克·霍尼卡特（Kirk Honeycutt）写道：「亚当斯再次扮演了她在《曼哈頓奇緣》中的公主角色，只是加上了一点天真淘气的感觉」。在被问到是否有被定型的危险时, 亚当斯回答道：「我现在正在做我喜欢的事情，我拍了不同的电影，演了不同类型的角色. 我们在圣丹斯电影节有部电影 (Sunshine Cleaning), 不过我乐于扮演乐观的角色, 因为你在拍摄工作结束之后仍然会和你的角色在一起，不管你是否有意这样去做。」她也提到了在把天生的金发染成红色之前，她总是被派扮演波大無腦的角色。

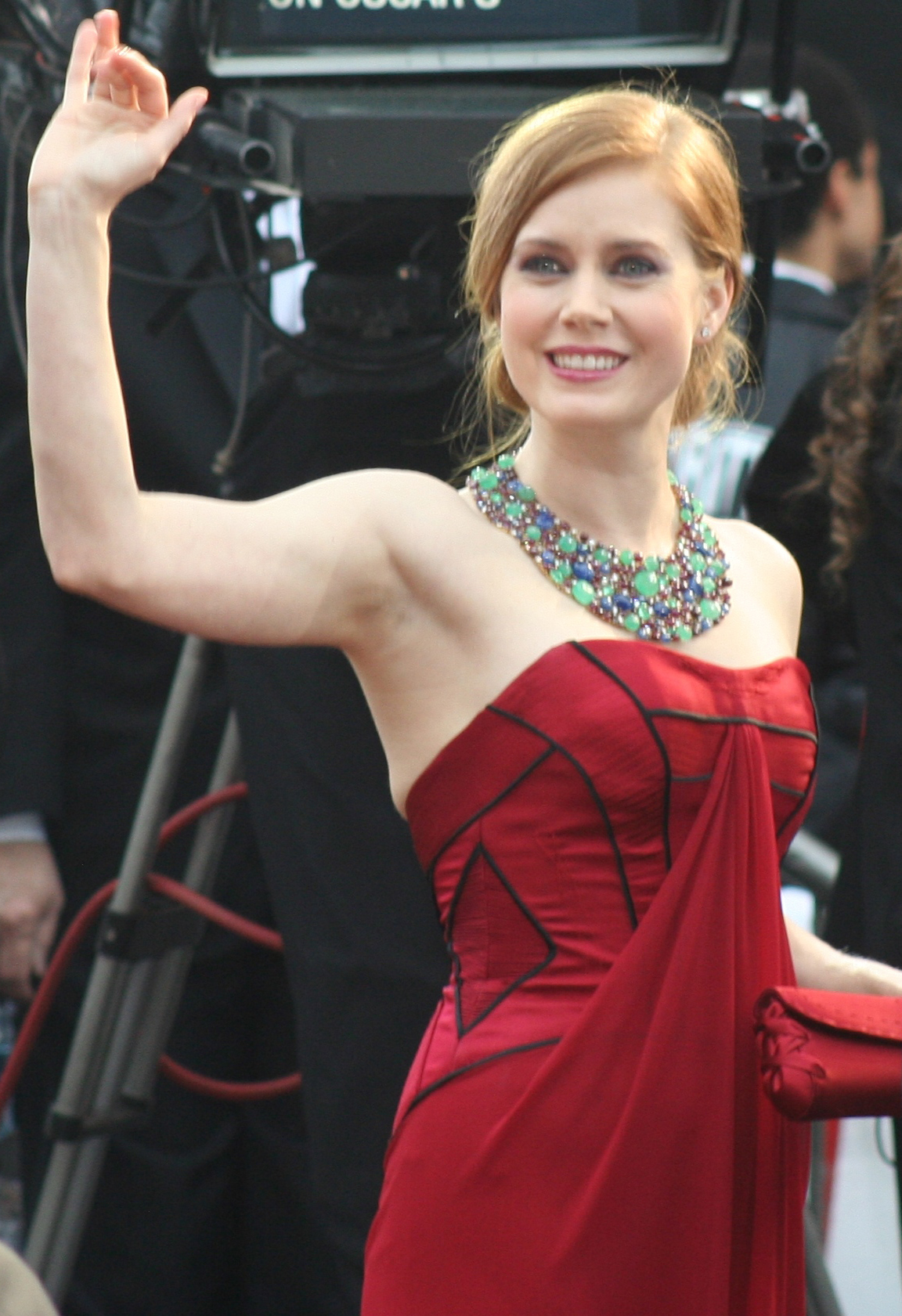
艾美參加2009年第81屆奧斯卡金像獎

2008年底，亚当斯出演了《虐童疑云》（Doubt）中詹姆斯修女一角，該片改编自约翰·香利的同名舞台剧《懷疑：一個寓言》（Doubt: A Parable），同片出演的还有梅丽·史翠普，菲臘·西摩·荷夫曼以及薇拉·戴維絲。該片選角時，曾與亚当斯一同出演《蓋世奇才》、《陽光練習曲》的好友艾蜜莉·布朗告诉她有這樣的一個機會，但亚当斯随后被告知詹姆斯修女的角色已经选了其他人。香利最后还是选了亚当斯演这个角色的原因是「她有着英格丽·褒曼式的光芒，那种在这个复杂的世界上艰苦奋斗的人才拥有的光芒。她绝顶聪明又冰清玉洁. 还有张光彩照人的美丽面容」。对于和菲利普·霍夫曼及梅丽·史翠普一起演戏，亚当斯说她自己感觉「不确定，怀疑，想要取悦这些杰出的演员」。电影在评论界受到了好评，而亚当斯的角色则被认为是四个主要角色中最朴实的。不过，《纽约时报》的马诺拉·达基斯（Manohla Dargis）批评艾美的表演「不稳定」，而《旧金山纪事报》的麦克·拉塞勒（Mick LaSalle）則写道：「亚当斯是成就这部非凡电影的独特因素之一。詹姆斯修女本是个有若阿洛伊修斯修女的说教者，艾美却把她演绎为非常独特可爱的一个人。」亚当斯被提名为第81届奥斯卡金像奖、第66届金球奖、第15届美國演员工会奖及第62届英国電影学院奖最佳女配角。
2009年，艾米出演了博物馆奇妙夜2中的阿梅莉亚·埃尔哈特一角。电影在2009年阵亡将士纪念日上映。首周票房一千五百三十万美元，超过了终结者2018成为当周票房第一。虽然影评对电影本身褒贬不一，但是艾米的表演得到了一致赞扬。
2014年4月，亞當斯被《時代》雜誌評選為「年度百大最具影響力的人物」之一。

## 个人生活
2008年4月，亚当斯与相恋6年的男友Darren Le Gallo订婚。她与Le Gallo是在2001年的表演课上相识的，而Le Gallo最初更因她在课堂上「十分认真」，以为她會「像电影《呢個校園選乜鬼》（Election）中的Tracy Flick 一样。」相识一年之后，亚当斯和Le Gallo因在某一个周末合作演出一部名為《幾個仙》（暫譯，原名Pennies）的短片，而真正开始彼此熟识，不久之后便开始约会。

## 作品

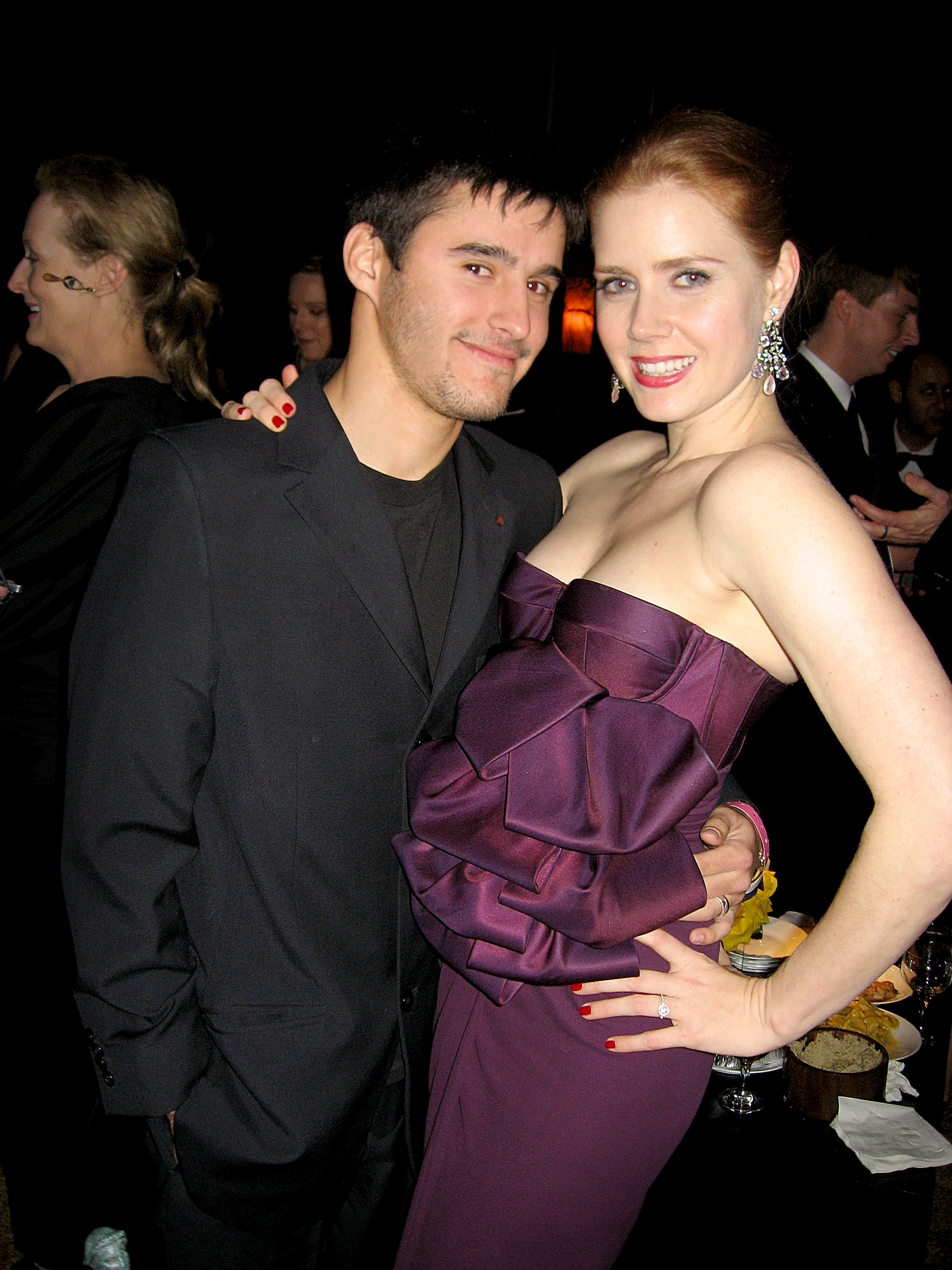
艾美·亞當斯和Josh Wood

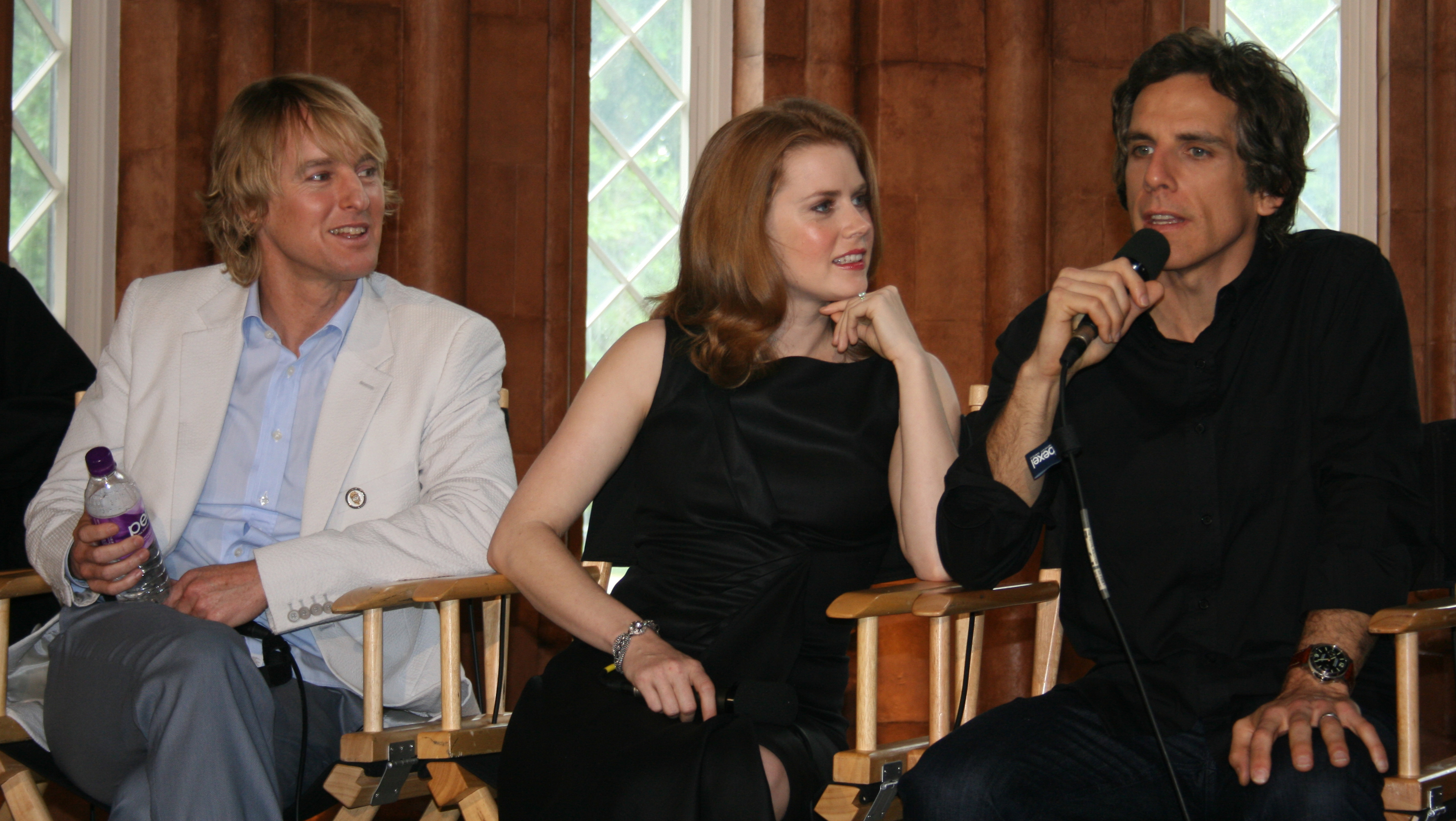
歐文·威爾森、艾美·亞當斯和班·史提勒

### 電影
| 年份 | 電影                   | 電影                                        | 角色                               | 註 |
| 年份 | 譯名                   | 原名                                        | 角色                               | 註 |
| ---- | ---------------------- | ------------------------------------------- | ---------------------------------- | --- |
| 1999 | 美丽比一比             | Drop Dead Gorgeous                          | 萊絲莉·米勒 Leslie Miller          | |
| 2000 |                        | Psycho Beach Party                          | Marvel Ann                         | |
| 2000 |                        | The Chromium Hook                           | Jill Royaltuber                    | |
| 2000 | 危險性遊戲2            | Cruel Intentions 2                          | 凱絲琳·默特葉 Kathryn Merteuil     | 錄影帶首映 |
| 2002 | 屠殺法則               | The Slaughter Rule                          | 朵琳 Doreen                        | |
| 2002 | 她不笨，她是我老婆     | Pumpkin                                     | 愛麗克絲 Alex                      | |
| 2002 | 拜金妙搭檔             | Serving Sara                                | 凱特 Kate                          | |
| 2002 | 神鬼交鋒               | Catch Me if You Can                         | 布蘭達·史壯 Brenda Strong          | |
| 2004 |                        | The Last Run                                | 愛麗克西絲 Alexis                  | |
| 2005 | 婚禮約會               | The Wedding Date                            | 艾美·艾里斯 Amy Ellis              | |
| 2005 | 妙媳婦見公婆           | Junebug                                     | 愛許莉·約翰斯坦 Ashley Johnsten    | 提名 - 奧斯卡最佳女配角獎 提名 - 美國演員工會獎最佳女配角 |
| 2005 | 明天也要作伴           | Standing Still                              | 愛麗絲 Elise                       | |
| 2006 |                        | Moonlight Serenade                          | 克洛伊 Chloe                       | |
| 2006 | 吉他狂想曲             | Tenacious D in: The Pick of Destiny         | Gorgeous Woman                     | |
| 2006 | 王牌飆風               | Talladega Nights: The Ballad of Ricky Bobby | 蘇珊 Susan                         | |
| 2007 | 快行道                 | The Ex                                      | Abby March                         | |
| 2007 | 超狗任務               | Underdog                                    | 'Sweet' Polly Purebred             | 配音 |
| 2007 | 曼哈頓奇緣             | Enchanted                                   | 吉賽兒 Giselle                     | 提名 - 金球獎最佳音樂及喜劇類電影女主角 |
| 2007 | 蓋世奇才               | Charlie Wilson's War                        | 邦妮·布希 Bonnie Bach              | |
| 2008 | 巴姐搞轉娛樂圈         | Miss Pettigrew Lives for a Day              | 黛莉西亞 Delysia Lafosse           | |
| 2008 | 誘·惑                  | Doubt                                       | 詹姆斯修女 Sister James            | 提名 - 奧斯卡最佳女配角獎 提名 - 英国電影学院奖最佳女配角 提名 - 金球獎最佳電影女配角 提名 - 美國演員工會獎最佳女配角 |
| 2009 | 陽光練習曲             | Sunshine Cleaning                           | 蘿絲·蘿考斯基 Rose Lorkowski       | |
| 2009 | 博物館驚魂夜2          | Night at the Museum 2                       | 愛蜜莉亞·厄爾哈特 Amelia Earhart   | |
| 2009 | 美味關係               | Julie & Julia                               | 朱莉·鲍威尔                        | |
| 2010 | 敗犬求婚日             | Leap Year                                   | 安娜 Anna                          | |
| 2010 | 燃燒鬥魂               | The Fighter                                 | 夏琳·佛萊明 Charlene Fleming       | 提名 - 奧斯卡最佳女配角獎 提名 - 英国電影学院奖最佳女配角 提名 - 金球獎最佳電影女配角 提名 - 美國演員工會獎最佳女配角 |
| 2011 | 慈善星輝布公仔         | The Muppets                                 | Mary                               | 提名 - Nickelodeon Kids' Choice Award for Favorite Movie Actress |
| 2012 | 人生決勝球             | Trouble with the Curve                      | Mickey Lobel                       | |
| 2012 | 大師                   | The Master                                  | Mary Sue Dodd                      | 芝加哥影評人協會獎最佳女配角 洛杉磯影評人協會獎最佳女配角 國家影評人協會獎最佳女配角 溫哥華影評人協會獎最佳女配角 提名 - 奧斯卡最佳女配角獎 提名 - 英国電影学院奖最佳女配角 提名 - 金球獎最佳電影女配角 提名－金衛星獎最佳電影女配角 提名－廣播影評人協會獎最佳女配角 提名－達拉斯沃斯堡影評人協會獎最佳女配角 提名－底特律影評人協會獎最佳女配角 |
| 2013 | 超人：鋼鐵英雄         | Man of Steel                                | 露薏絲·蓮恩 Lois Lane              | |
| 2013 | 雲端情人               | Her                                         | Amy                                | |
| 2013 | 瞞天大佈局             | American Hustle                             | Sydney Prosser                     | 金球獎音樂及喜劇類電影最佳女主角 女性電影記者聯盟最佳整體表演獎 底特律影評人協會最佳整體表演獎 紐約在線影評人協會最佳整體表演獎 提名 - 奧斯卡最佳女主角獎 提名－華盛頓特區影評人協會最佳整體演員獎 提名－英國電影學院獎最佳女主角 提名－衛星獎電影類最佳女主角 提名－澳洲電影學院獎國際類最佳女主角 提名－底特律影評人協會最佳女主角 提名－紐約影評人協會最佳女主角 提名－On Line影評人協會最佳女主角 提名－聖路易斯影評人協會最佳女主角 提名－廣播影評人協會最佳女主角 |
| 2014 | 搖籃曲                 | Lullaby                                     | 艾米莉                             | |
| 2014 | 大眼睛                 | Big Eyes                                    | 瑪格麗特·基恩                      | 金球獎最佳音樂及喜劇類電影女主角 提名－英國電影學院獎最佳女主角 |
| 2016 | 蝙蝠俠對超人：正義曙光 | Batman v Superman: Dawn of Justice          | 露薏絲·蓮恩 Lois Lane              | |
| 2016 | 異星入境               | Arrival                                     | 露薏絲·班克斯博士 Dr. Louise Banks | 美國國家評論協會最佳女主角獎 提名－金球獎戲劇類電影最佳女主角 提名－英國電影學院獎最佳女主角 提名－美國演員工會獎最佳女主角 提名－廣播影評人協會最佳女主角 提名－芝加哥影評人協會最佳女主角 提名－底特律影評人協會最佳女主角 提名－ 舊金山影評人協會最佳女主角 提名－拉斯維加斯影評人協會最佳女主角 提名－聖路易斯影評人協會最佳女主角 提名－溫哥華影評人協會獎最佳女配角 提名－華盛頓特區影評人協會最佳女演員                                                          |
| 2016 | 夜行动物               | Nocturnal Animals                           | Susan Morrow                       | 提名-衛星獎最佳女主角 |
| 2017 | 正義聯盟               | Justice League                              | 露薏絲·蓮恩 Lois Lane              | |
| 2018 | 為副不仁               | Vice                                        | 琳恩·切尼                          | 提名 - 奧斯卡最佳女配角獎 提名 - 英国電影学院奖最佳女配角 提名 - 金球獎最佳電影女配角 提名 - 美國演員工會獎最佳女配角 |
| 2020 | 絕望者之歌             | Hillbilly Elegy                             | Beverly "Bev" Vance                | 提名- 美國演員工會獎最佳女主角 |
| 2021 | 親愛的艾文·漢森        | Dear Evan Hansen                            | 辛西亞·墨菲 Cynthia Murphy         | |
| 2022 | 曼哈頓奇緣2            | Disenchanted                                | 吉賽兒 Giselle                     | |
| 2024 | 夜母                   | Nightbitch                                  | 母親 Mother                        | |
| 2025 | 克拉拉與大陽           | Klara and the Sun                           | Chris                              | |
| TBD  | 在海邊                 | At the Sea                                  | Laura                              | |
| TBD  | 邀请                   | The Invite                                  | Angela                             | |
| TBD  | 堅持者                 | The Holdout                                 | Maya Seale                         | |

### 電視影集
| 年   | 影集       | 影集                     | 角色                      | 註                                             |
| 年   | 譯名       | 原名                     | 角色                      | 註                                             |
| ---- | ---------- | ------------------------ | ------------------------- | ---------------------------------------------- |
| 2000 | 捉鬼者巴菲 | Buffy the Vampire Slayer | Beth Maclay               | 影集("Family")                                 |
| 2000 |            | Zoe, Duncan, Jack & Jane | Dinah                     | 影集("Tall, Dark and Duncan's Boss")           |
| 2000 | 聖女魔咒   | Charmed                  | Maggie Murphy             | 影集("Murphy's Luck")                          |
| 2000 | 70年代秀   | That '70s Show           | Kat Peterson              | 影集("Burning Down the House")                 |
| 2001 | 超人前傳   | Smallville               | Jodi Melville             | 影集("Craving")                                |
| 2002 | 白宮風雲   | The West Wing            | Cathy                     | 影集("20 Hours in America: Part 1")            |
| 2004 | 维加斯博士 | Dr. Vegas                | Alice Doherty             | TV series - recurring role                     |
| 2004 | 一家之主   | King of the Hill         | Merilynn/Sunshine (voice) | 影集("Cheer Factor")                           |
| 2004 | 一家之主   | King of the Hill         | Misty (voice)             | 影集("My Hair Lady")                           |
| 2006 | 辦公室風雲 | The Office               | Katy                      | 影集("Hot Girl", "The Fire" 與 "Booze Cruise") |
| 2018 | 利器       | Sharp Objects            | Camille Preaker           | 影集(8集)；兼執行製作人                        |

## 獎項和提名
| 年份   | 電影                           | 獎項                   | 類別                                                            | 結果 |
| ------ | ------------------------------ | ---------------------- | --------------------------------------------------------------- | ---- |
| 2005年 | 妙媳婦見公婆                   | 廣播影評人協會         | 最佳女配角                                                      | 獲獎 |
| 2005年 | 妙媳婦見公婆                   | 美國演員工會獎         | 最佳女配角                                                      | 提名 |
| 2005年 | 妙媳婦見公婆                   | 奧斯卡                 | 最佳女配角                                                      | 提名 |
| 2005年 | 妙媳婦見公婆                   | 國家影評人協會         | 最佳女配角                                                      | 獲獎 |
| 2005年 | 妙媳婦見公婆                   | 獨立精神獎             | 最佳女配角                                                      | 獲獎 |
| 2005年 | 妙媳婦見公婆                   | 哥譚獨立電影獎         | 最佳突破演員                                                    | 獲獎 |
| 2005年 | 妙媳婦見公婆                   | 衛星獎                 | 最佳女配角——戲劇類電影                                          | 提名 |
| 2007年 | 曼哈頓奇緣                     | 廣播影評人協會         | 最佳女主角                                                      | 提名 |
| 2007年 | 曼哈頓奇緣                     | 廣播影評人協會         | 最佳演唱歌曲 《That's How You Know》                            | 提名 |
| 2007年 | 曼哈頓奇緣                     | 金球獎                 | 最佳女主角 - 動畫音樂喜劇類                                     | 提名 |
| 2007年 | 曼哈頓奇緣                     | 衛星獎                 | 最佳女主角 - 音樂喜劇類                                         | 提名 |
| 2007年 | 曼哈頓奇緣                     | 土星獎                 | 最佳女主角                                                      | 獲獎 |
| 2007年 | 曼哈頓奇緣                     | MTV電影大獎            | 最佳喜劇演出                                                    | 提名 |
| 2007年 | 曼哈頓奇緣                     | MTV電影大獎            | 最佳接吻                                                        | 提名 |
| 2008年 | 誘·惑                          | 奧斯卡                 | 最佳女配角                                                      | 提名 |
| 2008年 | 誘·惑                          | 金球獎                 | 最佳電影女配角                                                  | 提名 |
| 2008年 | 誘·惑                          | 英國電影學院獎         | 最佳女配角                                                      | 提名 |
| 2008年 | 誘·惑                          | 美國演員工會獎         | 最佳女配角                                                      | 提名 |
| 2008年 | 誘·惑                          | 廣播影評人協會獎       | 最佳整體表現                                                    | 提名 |
| 2008年 | 誘·惑                          | 美國演員工會獎         | 最佳整體演出                                                    | 提名 |
| 2008年 | 誘·惑                          | 國家評論協會           | 最佳整體演出                                                    | 獲獎 |
| 2008年 | 誘·惑                          | 華盛頓特區影評人協會   | 最佳群戲                                                        | 獲獎 |
| 2009年 | 博物館驚魂夜2                  | Teen材大獎             | 青少年票選獎電影票選獎：喜劇類女演員                            | 提名 |
| 2010年 | 燃燒鬥魂                       | 奧斯卡                 | 最佳女配角                                                      | 提名 |
| 2010年 | 燃燒鬥魂                       | 金球獎                 | 金球獎最佳電影女配角                                            | 提名 |
| 2010年 | 燃燒鬥魂                       | 英國電影學院獎         | 最佳女配角                                                      | 提名 |
| 2010年 | 燃燒鬥魂                       | 美國演員工會獎         | 最佳女配角                                                      | 提名 |
| 2010年 | 燃燒鬥魂                       | 廣播影評人協會         | 最佳女配角                                                      | 提名 |
| 2010年 | 燃燒鬥魂                       | 廣播影評人協會獎       | 最佳整體表現                                                    | 獲獎 |
| 2010年 | 燃燒鬥魂                       | 衛星獎                 | 最佳女配角——電影                                                | 提名 |
| 2010年 | 燃燒鬥魂                       | 國家影評人協會         | 最佳女配角                                                      | 提名 |
| 2010年 | 燃燒鬥魂                       | MTV電影大獎            | 最佳打鬥                                                        | 提名 |
| 2010年 | 燃燒鬥魂                       | 美國演員工會獎         | 最佳整體演出                                                    | 提名 |
| 2011年 | 慈善星輝布公仔                 | 兒童票選獎             | 最受歡迎電影女演員                                              | 提名 |
| 2011年 | 慈善星輝布公仔                 | 廣播影評人協會         | 最佳電影原創歌曲                                                | 獲獎 |
| 2011年 | 慈善星輝布公仔                 | 衛星獎                 | 最佳原創歌曲                                                    | 提名 |
| 2011年 | 慈善星輝布公仔                 | 線上影評人協會         | 最佳原創歌曲                                                    | 提名 |
| 2012年 | 大師                           | 奧斯卡                 | 最佳女配角                                                      | 提名 |
| 2012年 | 大師                           | 金球獎                 | 金球獎最佳電影女配角                                            | 提名 |
| 2012年 | 大師                           | 英國電影學院獎         | 最佳女配角                                                      | 提名 |
| 2012年 | 大師                           | 廣播影評人協會         | 最佳女配角                                                      | 提名 |
| 2012年 | 大師                           | 國家影評人協會         | 最佳女配角                                                      | 獲獎 |
| 2012年 | 大師                           | 衛星獎                 | 最佳女配角——電影                                                | 提名 |
| 2013年 | 瞞天大佈局                     | 奧斯卡金像獎           | 最佳女主角                                                      | 提名 |
| 2013年 | 瞞天大佈局                     | 金球獎                 | 音樂及喜劇類最佳女主角                                          | 獲獎 |
| 2013年 | 瞞天大佈局                     | 美國演員工會獎         | 最佳整體演出                                                    | 獲獎 |
| 2013年 | 瞞天大佈局                     | 帝國獎                 | 最佳女主角                                                      | 提名 |
| 2013年 | 瞞天大佈局                     | MTV電影大獎            | 最佳女演員                                                      | 提名 |
| 2013年 | 瞞天大佈局                     | MTV電影大獎            | 最佳接吻                                                        | 提名 |
| 2013年 | 瞞天大佈局                     | 英國電影學院獎         | 最佳女主角                                                      | 提名 |
| 2013年 | 瞞天大佈局                     | 澳大利亞影視藝術學院獎 | 最佳女主角                                                      | 提名 |
| 2013年 | 瞞天大佈局                     | MTV電影大獎            | 最佳銀幕搭檔                                                    | 提名 |
| 2013年 | 瞞天大佈局                     | 廣播影評人協會         | 最佳整體表現                                                    | 獲獎 |
| 2013年 | 瞞天大佈局                     | 廣播影評人協會         | 最佳喜劇片女主角                                                | 獲獎 |
| 2013年 | 超人—鋼鐵之軀                  | Teen材大獎             | 青少年票選獎夏季票選獎：電影女演員                              | 提名 |
| 2013年 | 超人—鋼鐵之軀                  | Teen材大獎             | 最佳接吻場景                                                    | 提名 |
| 2014年 | 大眼睛                         | 金球獎                 | 音樂及喜劇類最佳女主角                                          | 獲獎 |
| 2014年 | 大眼睛                         | 英國電影學院獎         | 最佳女主角                                                      | 提名 |
| 2016年 | 異星入境                       | 金球獎                 | 戲劇類最佳女主角                                                | 提名 |
| 2016年 | 異星入境                       | 美國演員工會獎         | 美國演員工會獎最佳女主角                                        | 提名 |
| 2016年 | 異星入境                       | 英國電影學院獎         | 英國電影學院獎最佳女主角                                        | 提名 |
| 2016年 | 異星入境                       | 廣播影評人協會獎       | 評論家選擇電影獎最佳女主角                                      | 提名 |
| 2016年 | 異星入境                       | 澳大利亞影視藝術學院獎 | 最佳女主角                                                      | 提名 |
| 2016年 | 異星入境                       | 帝國獎                 | 最佳女主角                                                      | 提名 |
| 2016年 | 夜行動物 （Nocturnal Animals） | 衛星獎                 | 最佳女主角——電影                                                | 提名 |
| 2016年 | 蝙蝠俠對超人：正義曙光         | Teen材大獎             | 最佳接吻場景                                                    | 提名 |
| 2016年 | 蝙蝠俠對超人：正義曙光         | Teen材大獎             | 科幻／奇幻類女演員                                              | 提名 |
| 2016年 | 蝙蝠俠對超人：正義曙光         | 兒童票選獎             | 最受歡迎電影女演員                                              | 提名 |
| 2017年 | 正義聯盟                       | Teen材大獎             | 青少年票選獎電影票選獎：動作類女演員                            | 提名 |
| 2018年 | 利器                           | 金球獎                 | 有限影集及電視電影類最佳女主角                                  | 提名 |
| 2018年 | 利器                           | 廣播影評人協會         | 有限影集及電視電影類最佳女主角                                  | 獲獎 |
| 2018年 | 利器                           | 美國演員工會獎         | 有限影集及電視電影類最佳女主角                                  | 提名 |
| 2018年 | 利器                           | 衛星獎                 | 最佳女演員──迷你劇或電視電影                                    | 獲獎 |
| 2018年 | 利器                           | 黃金時段艾美獎         | 迷你影集／電視電影最佳女主角                                    | 提名 |
| 2018年 | 利器                           | 電視評論家協會         | 戲劇類個人成就獎                                                | 提名 |
| 2018年 | 利器                           | 哥譚獨立電影獎         | Gotham Independent Film Award for Breakthrough Series Long Form | 提名 |
| 2018年 | 為副不仁                       | 奧斯卡                 | 最佳女配角                                                      | 提名 |
| 2018年 | 為副不仁                       | 金球獎                 | 金球獎最佳電影女配角                                            | 提名 |
| 2018年 | 為副不仁                       | 英國電影學院獎         | 最佳女配角                                                      | 提名 |
| 2018年 | 為副不仁                       | 美國演員工會獎         | 最佳女配角                                                      | 提名 |
| 2018年 | 為副不仁                       | 廣播影評人協會         | 最佳女配角                                                      | 提名 |
| 2018年 | 為副不仁                       | 廣播影評人協會獎       | 最佳整體表現                                                    | 提名 |
| 2018年 | 為副不仁                       | 澳大利亞影視藝術學院獎 | 最佳女配角                                                      | 提名 |
| 2021年 | 絕望者之歌                     | 美國演員工會獎         | 美國演員工會獎最佳女主角                                        | 提名 |
| 2024年 | 夜母                           | 多倫多國際電影節致敬獎 | Performer Award                                                 | 獲獎 |
| 2024年 | 夜母                           | 金球獎                 | 音樂及喜劇類最佳女主角                                          | 提名 |
| 2024年 | 夜母                           | 獨立精神獎             | 最佳女主角                                                      | 提名 |
| 2014年 | 其他                           | 服裝設計師工會獎       | Lacoste焦點獎                                                   | 獲獎 |
| 2016年 | 其他                           | 哥譚獨立電影獎         | 職業貢獻獎                                                      | 獲獎 |

## 外部連結
- 艾美·亞當斯在互联网电影资料库（IMDb）上的資料（英文）
- 艾美·亞當斯 在雅虎電影的頁面
- People.com的Adams/ 艾美·亞當斯。

| 獎項                                    | 獎項                                                 | 獎項                              |
| --------------------------------------- | ---------------------------------------------------- | --------------------------------- |
| 前任： 珍妮佛·勞倫斯 《派特的幸福劇本》 | 金球獎最佳音樂及喜劇類電影女主角 2013 《瞞天大佈局》 | 繼任： 艾美·亞當斯 《大眼睛》     |
| 前任： 艾美·亞當斯 《瞞天大佈局》       | 金球獎最佳音樂及喜劇類電影女主角 2014 《大眼睛》     | 繼任： 珍妮佛·勞倫斯 《翻轉幸福》 |